# Erich A. Bey
Erich A. Bey (Hamburgo, Alemania, 23 de marzo de 1898 - Mar del Norte, 26 de diciembre de 1943) fue un contralmirante de la Kriegsmarine que participó en la Operación Ostfront, que tuvo como resultado el hundimiento de su buque, el crucero pesado Scharnhorst en la Batalla de Cabo Norte en 1943.

## Biografía
Erich Bey entró en la marina imperial en 1916 y se especializó en tácticas de flotillas de lanchas rápidas en la década de los años 30 para pasar a ser jefe de flotilla de destructores. Después de la Reichsmarine (durante le República de Weimar)  pasó a integrar el escalafón de la Kriegsmarine con el advenimiento de la Alemania de Hitler.
En 1939, fue jefe de la 4.ª flotilla de destructores con base en Gotenhafen y participó en las primeras fases de la Invasión de Noruega con el grado de capítán-teniente de navío. Debido a sus resultados luchando con fuerzas enemigas superiores en la zona de Narvik recibe la Cruz de Caballero de la Cruz de Hierro el 9 de mayo de 1940.
Al día siguiente es ascendido a capitán de navío en reemplazo del comandante Friedrich Bonte que había perecido en la Primera Batalla de Narvik estando a cargo de la flota de destructores.
En febrero de 1942, participa en la Operación Cerberus proporcionando cobertura antiaérea a los cruceros Gneisenau, Scharnhorst y Prinz Eugen que estaban confinados en Brest desde 1941.

### Batalla de Cabo Norte

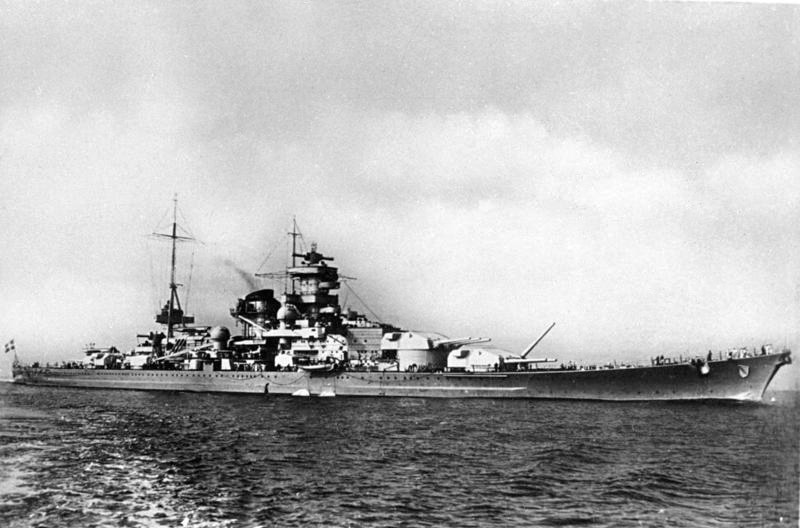
Crucero pesado Scharnhorst, último mando de Erich Bey.

En 1943, alcanza el grado de contralmirante e iza su insignia a bordo del crucero de batalla Scharnhorst. El 24 de diciembre de ese año, mientras está a bordo del Tirpitz recibe la instrucción de activar la Operación Ostfront contra el convoy JW-55B proveniente desde Escocia.   Le acompaña el Capitán de navío Fritz Julius Hintze como comandante del crucero pesado.
Sale del fiordo de Alten (Altfjörd) en la Navidad de 1943 y se dirige hacia un punto de intercepción al suroeste de la Isla del Oso ignorando con qué fuerzas se encontrará. Además el tiempo es tormentoso, por lo que decide cambiar el rumbo hacia el noreste dejando a sus destructores seguir el rumbo original, y debido al mal tiempo, se pierde el contacto con ellos lo que sería fatal.
Hacia el mediodía hace contacto por radar con cruceros ingleses siendo alcanzado en el radiotelémetro iniciando la Batalla de Cabo Norte con una duración de 96 horas de persecución y combate, que Bey inicialmente combatiendo siempre en retirada logra zafarse de sus perseguidores gracias a su superior velocidad intentando ganar el cabo Norte en el extremo de Noruega. Sin embargo, en la anochecida del 26 de diciembre de 1943, Bey es emboscado por radar e iluminado por bengalas lanzadas desde el HMS Jamaica y un tiro de fortuna del HMS Duque de York le alcanza bajo el cinturón lateral, destruyendo sus calderas y esto le merma la velocidad a apenas 20 n. Bey no tiene más opción que aceptar la desigual batalla luchando hasta la última granada contra un enemigo muy superior en número y calibre, pereciendo en dicha acción junto a 1932 marinos del Scharnhorst.